# Anastassia Babúrova
Anastassia Babúrova (rus: Анастасия Эдуардовна Бабурова Anastassia Eduàrdovna Babúrova, ucraïnès: Анастасія Едуардівна Бабурова, Anastassia Eduàrdivna Babúrova; Sebastòpol, RSS d'Ucraïna, 30 de novembre de 1983 - Moscou, 19 de gener de 2009) va ser una periodista ucraïnesa, vincualada al periòdic Nóvaia Gazeta.
Anastassia Babúrova va investigar les activitats dels grups neonazis. Un dia abans de ser assassinada, es va unir al grup anarquista i antifeixista Acció Autònoma. Va ser disparada i assassinada juntament amb l'advocat de drets humans Stanislav Markélov.

## Biografia
Anastassia Babúrova va ser la filla única d'Eduard Fiódorovitx Babúrov i Larissa Ivànovna Babúrova, tots dos professors de la Universitat Tècnica Nacional de Sebastopol.
El 2000, va començar a estudiar a la Facultat d'Administració de la branca de la Mar Negra de la Universitat Estatal de Moscou a Sebastopol. Juntament amb la seva mare va obtenir la nacionalitat russa l'any 2000. Es va traslladar a Moscou al 2001 i va estudiar dret internacional a l'Institut Estatal de Relacions Internacionals de Moscou. El 2003, es va casar amb un estudiant de periodisme, Aleksandr Frolov, a qui havia conegut al 2000 durant els seus estudis en Sebastopol. El 2004, Babúrova va estudiar periodisme a la Universitat Estatal de Moscou. Va compaginar els seus estudis amb un treball de periodista freelance per Vechérniaya Moskvá, Rossíiskaia Gazeta i Izvéstia. L'estiu de 2007, Babúrova i Frolov es van divorciar.
A partir d'octubre de 2008, va investigar (com a periodista freelance) els grups neonazis russos per Nóvaia Gazeta.
A més de rus i ucraïnès, que considerava les seves llengües maternes, parlava anglès i francès.

## Activitat política
L'activitat política de Babúrova es pot remuntar a una ocasió en la qual va presenciar una agressió neonazi contra un estranger, després de la qual cosa va escriure al seu diari: «És difícil mirar als ulls a un estudiant coreà al que dos matons acaben de colpejar en la templa... van dirigir un Sieg Heil al tramvia i van fugir».
Babúrova va estar activa en el moviment ecologista anarquista. Va participar en les activitats de fòrums socials, inclòs el Cinquè Fòrum Social Europeu celebrat en Malmö al 2008, va organitzar el festival Anticapitalisme 2008, es va manifestar nombroses vegades i es va implicar en activitats antifeixistes en general.
El juliol de 2008, Babúrova va participar en una manifestació contra la tala del bosc de Khimki. Per la seva implicació en una altra protesta contra el desnonament d'extreballadors d'una fàbrica de Moscou i de refugiats de la Comunitat d'Estats Independents (CEI), passaria una nit a la presó. El dia abans del seu assassinat, Anastassia es va unir al grup anarcocomunista Acció Autònoma, encara que anteriorment havia escrit un article per al seu diari Avtonom.

## Activitat periodística
Al llarg del 2008, va formar part de l'equip editorial del diari rus Izvéstia i va escriure desenes d'articles que es publicarien en aquest mitjà, així com al Financial News, especialment sobre finances. El 2008, va dimitir a causa de desavinences amb l'evolució ideològica del diari, que, segons el setmanari britànic The Economist, desprenia «nacionalisme, conformisme i cinisme».

## Mort i recerca
L'assassinat de Babúrova va ser la quarta d'un periodista de Nóvaia Gazeta des de 2000.
En un primer moment, es va informar que Babúrova havia estat ferida al tractar de parar a l'assassí de Stanislav Markélov, però posteriorment les autoritats policials russes van declarar que Babúrova va rebre un tret al clatell. Va morir poques hores després en un hospital de Moscou.
El president d'Ucraïna Víktor Iúsxenko va enviar als pares de la periodista un telegrama de condolença el 23 de gener de 2009. El president de Rússia Dmitri Medvédev va expressar les seves condolences sis dies després.
El 26 de gener de 2009, Babúrova va ser enterrada en el cementiri municipal central de Sebastopol, la seva ciutat natal.
Al novembre de 2009, les autoritats russes van declarar el final de la recerca criminal, trobant sospitosos a Nikita Tíkhonov, de 29 anys, i la seva xicota, Yevguenia Jasis, de 24, tots dos membres d'un grup anomenat Imatge Russa (en rus: Русский образ,Russky Obraz) i associat a l'organització identitària i neonazi russa BORN (en rus: Боевая организация русских националистов).
Segons les investigacions, Tíkhonov va ser l'autor material, mentre que Jasis li informava per telèfon mòbil dels moviments de Markélov i Babúrova just abans del doble assassinat. El crim va ser motivat com a venjança per l'activitat de Markélov com a advocat defensor d'activistes. Els sospitosos van ser detinguts i van confessar el crim. Al maig de 2011, Tíkhonov va ser condemnat a presó perpètua i Khasis a 18 anys de presó.
L'1 de febrer es van organitzar diverses manifestacions de suport a ciutats com París, Roma, Moscou o Kíiv.